# Nochebueno

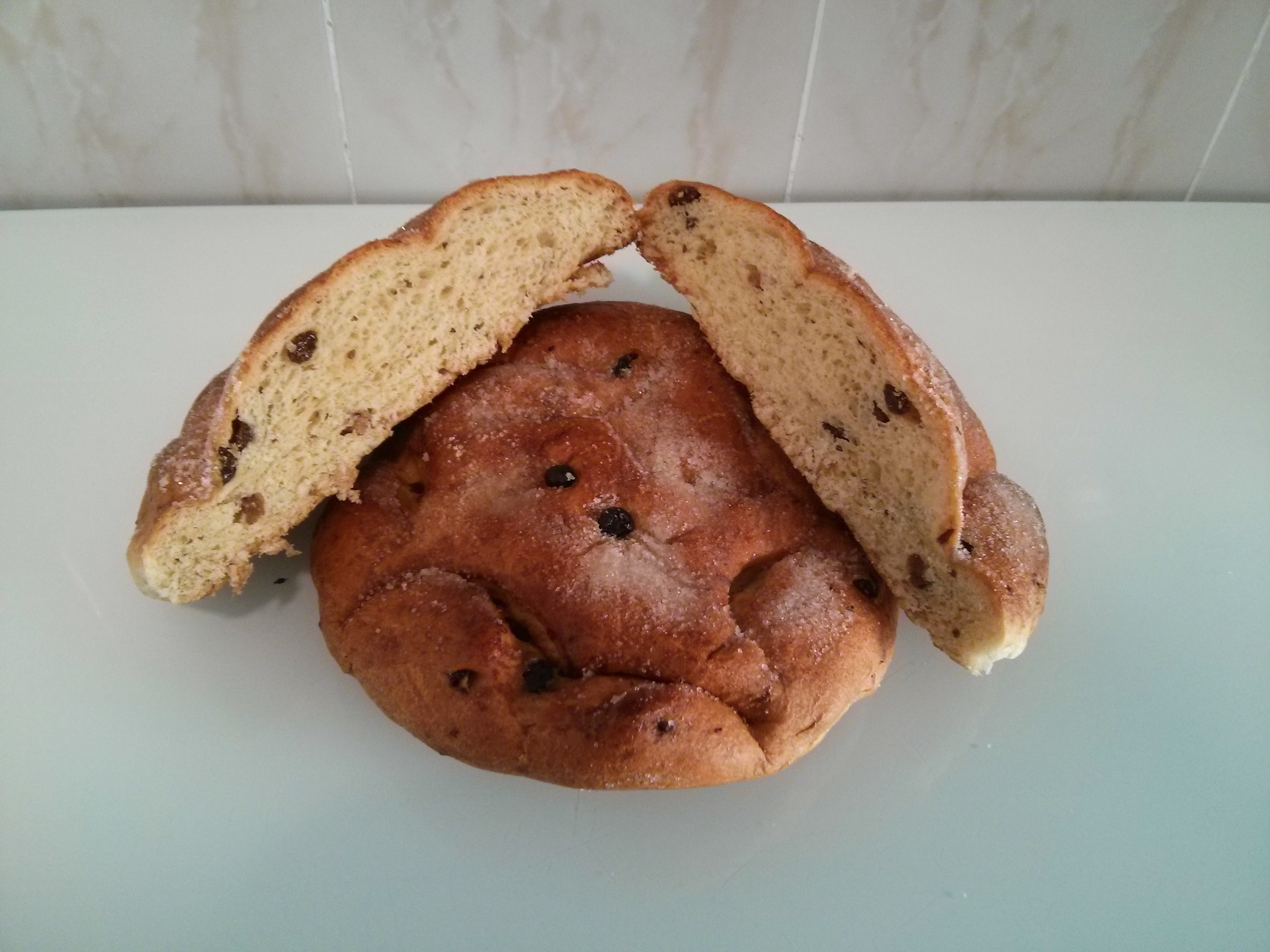
El nochebueno es un pan de aceite típico en algunas regiones de Andalucía

El nochebueno es una torta de aceite típica en algunas partes de  Andalucía, como en la comarca de los Montes Orientales de Granada.

## Características
Está hecho con harina de trigo y abundante aceite de oliva. A la masa se le suelen añadir frutos secos como pasas o nueces y matalahúga y una vez horneado se cubre con azúcar.